# مجزرة البيضاء وبانياس
مَجْزَرَة البَيْضَاء وبَانْيَاس وتُعرف أيضًا باسم مجزرة البيضاء ورأس النبع هما مجزرتان طائفيتان حدثتا في يومي الثاني والثالث من شهر مايو (أيار) سنة 2013 في قرية البيضاء ومدينة بانياس بمحافظة طرطوس السوريَّة، وراح ضحيتهما ما لا يقل عن 459 مدنيًّا بينهم 92 طفلًا و71 امرأة جلّهم قضوا ذبحًا بالسكاكين والسواطير أو حرقًا حتَّى الموت أو سحلًا بالحجارة، فضلًا عن عشرات المفقودين (وثِّقت أسماء 40 شخصًا منهم). وقعت المجزرتين في منطقتين هما: قرية البيضاء التي قُتِل فيها ما يزيد عن 240 مدنيًا، بينهم 36 طفلًا و28 امرأة، وحي رأس النبع في مدينة بانياس الذي قُتِل فيه 195 مدنيًا، بينهم 56 طفلًا و43 امرأة.
باشرت قوات الأسد وشبيحته عدوانها يوم 2 مايو (أيار) بتطويق القرية وسط قطع شامل للكهرباء والاتصالات، صاحبه قصف عشوائيّ استمرَّ لساعات. اقتحمت قوات النظام القرية وارتكبت انتهاكات جسيمة وصلت إلى حدِّ قتل أطفال رُضَّع ذبحًا وحرقًا (مثل الطفلة الرضيعة ابنة عبید مصطفى بيّاسي ذات الثلاثة أشهر)، وحالات من العنف الجنسي والاغتصاب، وتقطيع وتشويه الأعضاء والأطراف، والتمثيل بجُثث الضحايا.
اعتبرت المفوضية السامية للأمم المتحدة لحقوق الإنسان أن المجزرة قد ترقى إلى جرائم حرب و/أو جرائم ضد الإنسانية، وجدّدت نداءها إلى وجوب إحالة الوضع في سوريا إلى المحكمة الجنائية الدولية.

## خلفية
البيضا هي قرية تقع في محافظة طرطوس غربي سوريا على مسافة 10 كيلومترات من مدينة بانياس الساحلية. بلغ عدد سكانها قرابة سبعة آلاف نسمة بحسب إحصاء 2004.
كانت التوترات الطائفية السُنّية-العلوية كامنة في بانياس قبل اندلاع الثورة السورية بعقدٍ من الزمن. فقد وضع مقتل مراهق علوي عام 2001 في قتال شوارع مع شاب سُنّي المجتمعين في خلاف منذ ذلك الحين. تصاعدت المناوشات بين العلويين والسُنّة في أرجاء المدينة آنذاك واستدعت تدخل شخصيات رفيعة من النظام من كلا المجتمعين لردعها، إذ قِيل أن مكتب نائب الرئيس عبد الحليم خدام –وهو سُنّي من بانياس- تدخّل مع أعيان من السُنّة، بينما تعامل أفراد من المخابرات مع المجتمع العلوي.
يرى الأستاذ ياسر نديم السعيد أن وقع اندلاع الثورة السورية على المجتمع العلوي في محافظة طرطوس تجلّى على شكل حرب إشاعات يومية قادتها مخابرات نظام الأسد حول ما يحدث في حمص القريبة جغرافيًّا، فكان عامّة علويي طرطوس يتابعون أخبار حمص على مدار الساعة. ولم ينحصر ذلك على القنوات التلفزيونية والإذاعات والإنترنت وحسب؛ بل عبر الأخبار اليومية التي تناقلها الناس أوّلًا بأوّل ومصدرها الحركة النشيطة المعروفة للناس (قبل الثورة وازدادت بعدها) المُتنقلة بين المحافظتين والإشاعات الرائجة. فكانت من الأمثلة البارزة على هذه الإشاعات قصّة البارجة في بحر بانياس، وإشاعة ظهور سعد الحريري مُتنكّرًا على سواحل بانياس، ووصلت إلى حد رواج رواية تحكي عن مطالبة وجهاء حي الخالدية السُنّي وزير الداخلية بـ«خروج كلّ العلويين من كلّ حمص». لم ينحصر رواج هذه الإشاعات التحريضية في طرطوس على عوام الناس فحسب، بل شاعت بين بعض الأطباء وأساتذة الجامعات أيضًا.

## الأحداث

### مقتل جنود
في وقت مبكر من يوم 2 مايو 2013، حدثت اشتباكات بين المعارضة والقوات النظامية قرب البيضاء. وقال نشطاء أنه تم مهاجمة حافلة تقل الشبيحة، مما أسفر عن مقتل سبعة واصابة 20-30. ثم عادت الجيش السوري والشبيحة في فترة ما بعد الظهر واقتحموا القرية.

### مداهمة القرية

جثث قتلى من فيديو مسرب نُشر على موقع يوتيوب

اجتاحت القوات السورية المدعومة من قبل مسلحين موالين للنظام قرية البيضا مما أسفر عن مقتل العشرات من الناس، بمن فيهم النساء والأطفال، وإحراق المنازل. قبل دخول الشبيحة القرية قام لجيش بقصف البيضاء من البحر بالصواريخ.
المرصد السوري لحقوق الإنسان والذي مقره المملكة المتحدة قال إن 50 شخصا على الأقل - وربما ما يصل إلى 100 - قتلوا في أعمال العنف. وقال شهود عيان ان بعض القتلى قتلوا بالسكاكين أو أدوات حادّة وأن العشرات من القرويين ما زالوا مفقودين. وفي وقت لاحق، قال المرصد أنهم كانوا قادرين على توثيق مقتل 51 شخصا. وفي آخر تقرير قالت أنها وثقت 72 حالة وفاة.

### مجزرة بانياس
في يوم 3 مايو (أيار)، ارتكبت قوات النظام مع الميليشيات الطائفية العلوية مجزرة طائفية أخرى في حي رأس النبع الذي تقطنه غالبية سُنَّية جنوبي مدينة بانياس. ويبدو أن نظام الأسد هدف إلى اقتلاع السكان المقيمين في المنطقة التي اعتبرها حاضنة مناوئة له داخل محافظة طرطوس التي غلب عليها المكون العلوي المؤيِّد لحكم آل الأسد. أدّت المجزرة إلى مقتل ما وصل مجموعه 77 مدنيًا، بينهم 14 طفلًا. وثّقت مجموعتان أسماء ما تراوح من 96 إلى 145 شخصًا مدنيًا يُعتقد أنهم أُعدموا في المنطقة.

## الضحايا
راح ضحية أعمال القتل الجماعي عدد كبير من أفراد العائلات السُنّيَّة في بانياس والبيضاء ومن بينهم آل بيّاسي، وآل الشغري، وآل صقر.
نشر المرصد السوري لحقوق الإنسان تسجيلًا مصورًا يُظهر جثث ضحايا قتلوا في حي رأس النبع ببانياس. وكانت إحدى جثث الضحايا تعود لطفلةٍ رضيعةٍ قُتلت حرقًا حتَّى الموت، ويظهر احتراق ملابسها وتفحُّم ساقيها.
كما لم يشفع لشيخ البيضا السُّنّي تأييده للنظام، فعُثِر على جثّته وعليها آثار الذبح بالسلاح الأبيض، وانتشرت له صورة وهو بدمائه.
كما عثر الأهالي على جثث لأشخاص قام النظام ومليشياته بتصفيتهم في البساتين القريبة.

## إخفاء آثار المذبحة
في يوم 4 أيار (مايو) 2011، اقتادت قوات الأمن مصحوبةً بالهلال الأحمر السوري عددًا من مشايخ السُنَّة في بانياس إلى قرية البيضا حتّى يساعدوهم في دفن جثث الضحايا في مقبرة جماعية كبيرة كانت قد جهَّزتها السلطات، حيث كُدِّست الجثث داخل حفرة كبيرة باستخدام الجرَّافات، وبعد ذلك أحضروا صهاريج ماء وقاموا بغسل شوارع القرية من آثار الدماء للتغطية على آثار المجزرة. وفي اليوم التالي حدث نفس الشيء، فأتى الهلال الأحمر بصحبة فريقٍ أمنيّ، وكان هناك متطوعون من بانياس شاركوا في دفن جثث الضحايا وإحصائها، وسُجِّلت أسماء من تعرّفوا على جثّتهم، في حين وضِعت الجثث التي لم يستطيعوا التعرُّف عليها تحت خانة مجهول، واستطاع المتطوعون التقاط عدد كبير من صور الضحايا. وفي 6 أيار (مايو) 2011، أُجبر نظام الأسد ما تبقى من أهالي البيضا على الرجوع إلى الحياة الطبيعية، وأتى بالإعلام الرسمي ليصوّروا فيها بعد أن أعلن «تنظيفها من الإرهابيين». وأجروا مقابلة مع أهالي أجبروهم على العودة. كما أجبروا ما بقي من أطفال ومعلمين على قيد الحياة على الحضور إلى المدرسة وتصويرهم وكأن الحياة طبيعية.

## التبعات والآثار

### المغيّبون قسرًا
وثّق ناشطون محليون ما يزيد عن سبعين حالة اختفاء قسري في قرية بساتين الإسلام المجاورة.

### النزوح والتهجير القسري
خوفًا من مجازر جديدة، فقد أعقب مجزرتي البيضاء وبانياس نزوح المئات من العائلات السُّنّية من منازلهم إلى جبلة شمالًا وطرطوس جنوبًا، غير أنَّ حواجز النظام لم تسمح لهم بدخول المدينتين آنفتي الذكر، فانتشروا على طول الساحل السوري أيامًا طويلة.
تمكن بعض الأهالي الذين استطاعوا الفرار، وأكثرهم من الأطفال والنساء، الاختباء بالقرى المجاورة كالبساتين والقرير والبرج وقرية بيت جناد لأن هذه القرى كانت أكثر أمانًا، وتم اعتقال العشرات من قريتي البيضا والبساتين وأخذوا إلى القرى العلوية المتاخمة، وكلّ هؤلاء الأسرى تم تعذيبهم حتى الموت في تلك القرى ودفنوا فيها.
شهدت قرى البيضا ورأس النبع وبساتين الإسلام نزوحًا قسريًا لمعظم العائلات الناجية من المجزرة، إلى دول الجوار، ولا سيما تركيا. فقد قرَّر عدد كبير من أهالي منطقة بانياس الهرب باتجاه تركيا، واستعان بعضهم بمهرِّبين قاموا بنقلهم عبر حواجز النظام، ليتّجهوا بعدها نحو المناطق المحرّرة في سهل الغاب والشمال السوري وصولًا إلى الحدود.

### النهب وإحراق الممتلكات
في يوم 4 أيار (مايو) 2011، وبعد يومين من المجازر، تصاعدت حدَّة عمليات حرق المنازل ونهبها بالجملة في حيّ رأس النبع، وصاحب ذلك شنّ النظام حملة اعتقالات تعسُّفية وارتكاب عدَّة عمليات قتل.

### التبعات الاقتصادية والاجتماعية
حمل انهيار العلاقات بين المجتمعات السُنِّية والعلوية في بانياس آثارًا واسعة على النشاط الاقتصادي المحلي. اعتمدت بانياس تقليديًّا على الزراعة إلى حد كبير، وكان المزارعون من المناطق المحيطة بالمدينة علويين على وجه الحصر تقريبًا. وكانوا قبل الثورة قد اعتادوا على بيع وتصدير منتجاتهم في سوق الخضار المركزي ببانياس، بفضل أواصرهم مع التجار السُنّة من مركز المدينة. لكن في عام 2011، أثار حصار النظام للمنطقة التوترات الطائفية المحتملة، وحال دون بيع المزارعين العلويين منتجاتهم في سوق الخضار المركزي، ممَّا أدى إلى إغلاقه في نهاية المطاف.
ومنذ ذلك الحين، ظهرت تجارة بيع بالجملة بين أفراد الطائفة ذاتها. إذ بدأ العلويون ببيع منتجاتهم على طرف مفرق دير البشل، وهو طريق سريع يصل بانياس بباقي مدن الساحل، وأسَّسوا سوقًا جديدًا للخضار، يُعرف باسم "السوق الفوقاني". ورغم إعادة افتتاح السوق المركزي الأصلي في بانياس، إلَّا أن السوق الفوقاني استمر بالازدهار بعد عام من وقوع المجزرة في عام 2014، وذلك نظرًا لاستمرار انعدام الثقة بين المزارعين العلويين والتجار السُنّة. وليتمكنوا من العمل في ظل هذه الشكوك المتبادلة، وظَّف عدد من التجار العلويين سُنّةً نازحين داخليًّا من مناطق يُنظر لها على أنها موالية للنظام، مثل حلب، ليكونوا وكلائهم في السوق المركزي وليعملوا لصالح تجارتهم. ولم تكن هذه الظاهرة محصورةً بالعلويين فحسب؛ فواقع اعتماد سُنّة وعلويين بانياس على سُنّةٍ دخلاء ليكونوا وسطاء في تفاعلاتهم التجارية، إنما يدلُّ على حقيقة أن الارتياب الطائفي، بدلًا من أن يمتد عبر كلّ الطائفة، كان موجودًا في المقام الأول على المستوى المحلي، بين أشخاص من طوائف مختلفة من منطقة الساحل.

## شهادات الناجين
في سبتمبر (أيلول) 2013، نشرت منظّمة هيومن رايتس ووتش تقريرًا تحت عنوان «لم يبقَ أحدٌ: الإعدامات الميدانية على يد القوات السوريَّة في البيضا وبانياس». استند التقرير على مقابلات أجرتها المنظّمة مع خمسة عشر شخصًا من سكان البيضا، وخمسة أشخاص من سكان بانياس، ومن بينهم شهود شاهدوا أو سمعوا قوات النظام والميليشيات العلويَّة الموالية لها وهي تقبض على أقاربهم ثمّ تقوم بإعدامهم: «فجأةً سمعنا عيارات نارية. بدأتُ أصرخ بحماي، ”راح الرجال، الرجال يا أبو محمد“. هرعتُ إلى النافذة ورأيت نحو 20 جنديًا يغادرون الشقة المجاورة. وفور رحيلهم، كسرنا باب الشقة التي تركونا فيها وهرعنا إلى الشقة التي أخذوا الرجال إليها. وكان أول ما رأيت جُثَّة زوجي بجوار الباب. ثمَّ وجدت جُثَّة سعيد في الردهة. وكان الثلاثة الباقون في غرفةٍ، مكوّمين الواحد فوق الآخر. كان بكلِّ واحد من الرجال ثلاثة رصاصات.»

## الضالعون في ارتكاب المجزرة
ذكر الناجون من مجزرة البيضا في شهادات أدلوا بها أن المقتحمين كانوا يرتدون قمصانًا سوداء اللون وسراويل مموهة، واستطاعوا التعرُّف على هوية عدد من العائلات العلويَّة من تلك القرى التي شارك أفراد منها بالمذبحة مثل عائلات زهرة، ومعروف، وشدید، وشمالي، وحیدر، وأحمد، والمشرقي، وعلي، والعتيق، وجديد، وحسن، وسعود، وزهرة، ودیوب، وغيرها.
كما وثّقت الشبكة السورية لحقوق الإنسان خروج باصات محمَّلة بعناصر من الشبيحة الذين شاركوا في المذبحة من قرى عدّة أبرزها كعبية فارش، ودير البشل، والعنازة، والمورد، والعصيبة، والزوبة، والدالية، وتعنيتا، وحريصون، وكوكب، وسربيون، والقلوع، وبارمايا، وبلوزة، وحي القوز في بانياس، بالإضافة إلى العديد من القرى الأخرى.
كذلك شاركت المقاومة السورية (الجبهة الشعبية لتحرير لواء اسكندرون سابقًا)، وهي مليشيا علويَّة من الشبيحة، يتزعَّمها معراج أورال (علي كيالي) في أعمال الإبادة الطائفية في مجزرتي البيضا وبانياس. وظهر أورال في مقطع مصوَّر نُشر على موقع يوتيوب يحرض فيه على «التطهير» قبل وقوع المجزرة قائلًا:
«بانياس المنفذ الوحيد لهؤلاء الخونة على البحر... المفروض أجلًا وعاجلًا تطويق بانياس. تطويق بانياس وأنا أعني ما أعنيه. علينا تطويق بانياس والبدء بالتطهير.. المقاومة السورية عنوانها التطهير والتحريض، هذا هو العنوان. لا يوجد لدينا أي فكر سلطوي أو سياسي. المقاومة السورية اتجاهها التحريض والتطهير. وإذا تطلَّب منا الأمر خلال هذا الأسبوع فنحن سننزل على المعارك في بانياس ونؤدي واجبنا الوطني».
كما تحدث ناشطون عن مشاركة مدير مكتب المليشيا في حلب جمال طرابلسي في المجزرة.

## ردود الفعل

### داخليًّا
على الصعيد السياسي، أصدر الائتلاف الوطني السوري بيانًا بتاريخ 4 مايو 2013 أدان فيه عمليات الإعدام الميدانية التي نفّذتها قوات النظام بحق المدنيين في حي رأس النبع بمدينة بانياس، وقال إن عمليات القتل العشوائي في الساحل السوري ترقى لجريمة تطهير عرقي، داعيًا مجلس الأمن إلى الانعقاد فورًا، لإصدار قرار ملزم يدين بشدّة مجازر النظام باعتبارها جرائم إبادة جماعية، ثم يتخذ الإجراءات الكفيلة بوقفها على الفور، وإحالة ملف جرائم نظام الأسد إلى محكمة الجنايات الدولية، وملاحقة المسؤولين عنها حتى يلقوا جزائهم العادل.
عسكريًا، وفي أول ردٍ على مجازر نظام الأسد وشبيحته في البيضا وبانياس، قامت حركة أحرار الشام الإسلامية بقصف مواقع للنظام في القرداحة وجبلة بصواريخ أرض أرض متوسطة المدى من طراز بي إم-21 غراد، وتحقيق إصابات مباشرة.
كذلك أعلن الجيش الحر عن انطلاق معركة «القصاص لأهل بانياس» يوم 9 مايو 2013، وذلك تمهيدًا لتحرير مدينة إدلب. شارك في المعركة تسعة فصائل، ومن بينها ألوية صقور الشام وأحرار الشام ولواء التوحيد. بدأ عناصر الجيش الحر باستهداف عدّة نقاط لجيش النظام في ريف المدينة، ومنها معمل القرميد ومعسكر الشبيبة والنيرب، بالتزامن مع استمرار حصار قاعدة أبو الظهور الجوية.
أمَّا على صعيد الحراك المدني، أفادت لجان التنسيق المحليَّة في يوم 4 مايو عن قيام مجموعات من طلبة جامعة دمشق بقطع عدّة شوارع رئيسيّة في العاصمة في أحياء ركن الدين والبرامكة ومشروع دمر والزاهرة، ولصق صور لبشار الأسد وتلطيخها باللون الاحمر تنديدًا بمجزرتي البيضا وبانياس وتضامنًا مع أهالي الضحايا، وقد تبع ذلك انتشار أمني كثيف في تلك المناطق. كذلك أطلقت تنسيقيات الثورة السورية دعوةً للخروج في تظاهرات يوم الجمعة 10 مايو (أيار) تحت شعار «بانياس إبادة طائفيَّة، والغطاء أممي» طالب فيها المتظاهرون بإسقاط نظام الأسد ومحاسبة المسؤولين عن المجزرتين. أعلن المركز السوري المستقل لإحصاء الاحتجاجات توثيق خروج 163 مظاهرة في 129 منطقة سوريَّة في هذه الجمعة، ومنها 45 مظاهرة موثَّقة بمقاطع مصوَّرة. وقد جاء توزع المظاهرات الموثَّقة على النحو الآتي:
| المحافظة  | عدد المظاهرات الموثَّقة |
| --------- | --------------------- |
| دمشق      | مظاهرتان اثنان        |
| ريف دمشق  | 26 مظاهرة             |
| حلب       | 17 مظاهرة             |
| حمص       | 9 مظاهرات             |
| حماة      | 23 مظاهرة             |
| إدلب      | 8 مظاهرات             |
| درعا      | 5 مظاهرات             |
| الرقة     | 15 مظاهرة             |
| دير الزور | 51 مظاهرة             |
| الحسكة    | 7 مظاهرات             |

### دوليًّا
- الأمم المتحدة، جدَّدت المفوضة السامية لحقوق الإنسان في الأمم المتحدة نافي بيلاي دعوتها إلى إلى وجوب إحالة الوضع في سوريا إلى المحكمة الجنائيَّة الدوليَّة، وأضافت قائلةً: «لقد هالني القتل الظاهر للنساء والأطفال والرجال في قرية البيضاء، وربما في أماكن أخرى في منطقة بانياس، التي تبدو وكأنها تشير إلى وجود حملة تستهدف مجتمعات معينة يُنظر إليها على أنّها داعمة للمعارضة.»[8]

- تركيا، أدانت الخارجية التركية الهجمات ضد المدنيين وناشدت «بسرعة اتخاذ الخطوات اللازمة للتصدي لما يقوم به النظام السوري من أفعال غير إنسانية».[35]
- فرنسا، نددت بها ووصفتها بجريمة الحرب.[36]
- الاتحاد الأوروبي، أدانها بشدة ووصفها «بالمجزرة الوحشية» على لسان كاترين أشتون.[37]
- الولايات المتحدة، ندّدت على لسان المتحدثة باسم الخارجية الأميركيَّة جين ساكي بالهجومين اللذين قامت قوات النظام والشبيحة بارتكابهما ووصفتهما بالمروِّعين، ودعت إلى محاسبة المسؤولين عن ارتكاب هذه الانتهاكات. كما عزّت ساكي أسر الضحايا، وأكّدت موقف الولايات المتَّحدة المتضامن مع أبناء الشعب السوري.[38]

## إحياء ذكرى المجزرة
خلّد الشاعر السوري طريف يوسف آغا المجزرتين بقصيدة حملت عنوان «بانياس والبيضا حين تصبح المجازر بالجملة» بتاريخ 25 مايو (آيار) عام 2013:
| مجزرة البيضاء وبانياس | كلّ يومٍ ومجازرُ سورية بازدياد، كلّ يوم وبلدةٌ تتَّشحُ بالسَواد في الأمسِ كانت جديدةُ الفضلِ واليومَ بانياسُ والبيضا تُعلنان الحِداد سيُسجِّل التاريخ مجازر سورية بأحرفٍ مِن عارْ سيقولُ أنَّ أطفال سورية قضوا إمَّا ذبحًا بالسكاكين وإمَّا حرقًا بالنار وسيقولُ أَنَّ كلّ العالم وقف من أجل إسرائيلَ، على الحياد وأنَّ خطوط العالمِ الحمراءَ كانت في وادْ ودِماءُ أطفالنا كانتْ في غيرِ وادْ ولٰكنهُ سيقولُ أيضًا أنَّ الأسَدَ وشبيحتهُ طغوا في البلادْ فأكثروا فيها الفسادْ ونكَّلوا بالعمرانِ والعباد شَهدَ عليهم تاريخٌ ملأتهُ الخيانة والأحقادْ وتناقلت سيرهمُ الأجيالُ مِنَ الآباءِ والأجدادْ ولٰكنْ وكما كانت ومازالت مجازرهُم حديث الحاضر والماضي سَتكونُ ملحمة نهايتهم للمُستقبل حديثَ الأحفادْ يعلمون أنَّ الشعب كلّهُ باتَ لهم اليومَ بالمِرصادْ وكلّ سِكينٍ غرزوها في عنقِ طفلٍ إنما غرزوا معها أيضًا... لمقاصلهم الأوتادْ | مجزرة البيضاء وبانياس |

في عام 2024، أحيت السفارة الأمريكية في سوريا المجزرة في تغريدة عبر منصة إكس جاء فيها: «نستذكر هذا الأسبوع مئات المدنيين الذين قتلوا على يد قوات النظام السوري في البيضاء وبانياس عام 2013». وشددت السفارة الأميركية على ضرورة «محاسبة النظام السوري على هذه المجازر والتكتيكات الوحشية ضد المدنيين».